# Чалян Карапет Григорович
Карапет Чалян (вірм. Կարապետ Չալյան; нар. 7 серпня 1993) — вірменський борець греко-римського стилю, бронзовий призер чемпіонату Європи, чемпіон світу серед військовослужбовців.

## Життєпис
Боротьбою почав займатися з 2003 року.
Виступає за борцівську школу Ґюмрі. Тренер — Артур Петросян.

## Спортивні результати на міжнародних змаганнях

### Виступи на Чемпіонатах світу
| Змагання                        | Збірна   | Вагова категорія                 | Місце |
| ------------------------------- | -------- | -------------------------------- | ----- |
| Чемпіонат світу з боротьби 2017 | Вірменія | греко-римська боротьба, до 75 кг | 8     |
| Чемпіонат світу з боротьби 2018 | Вірменія | греко-римська боротьба, до 77 кг | 28    |

### Виступи на Чемпіонатах Європи
| Змагання                         | Збірна   | Вагова категорія                 | Місце  |
| -------------------------------- | -------- | -------------------------------- | ------ |
| Чемпіонат Європи з боротьби 2016 | Вірменія | греко-римська боротьба, до 75 кг | Бронза |
| Чемпіонат Європи з боротьби 2017 | Вірменія | греко-римська боротьба, до 75 кг | 7      |
| Чемпіонат Європи з боротьби 2018 | Вірменія | греко-римська боротьба, до 77 кг | 7      |

### Виступи на Європейських іграх
| Змагання              | Збірна   | Вагова категорія                 | Місце |
| --------------------- | -------- | -------------------------------- | ----- |
| Європейські ігри 2015 | Вірменія | греко-римська боротьба, до 75 кг | 25    |

### Виступи на Кубках світу
| Змагання                    | Збірна   | Вагова категорія                 | Місце |
| --------------------------- | -------- | -------------------------------- | ----- |
| Кубок світу з боротьби 2014 | Вірменія | греко-римська боротьба, до 75 кг | 10    |
| Кубок світу з боротьби 2015 | Вірменія | греко-римська боротьба, до 75 кг | 8     |

### Виступи на інших змаганнях
| Змагання                                                  | Збірна   | Вагова категорія                 | Місце  |
| --------------------------------------------------------- | -------- | -------------------------------- | ------ |
| Вогні Москви 2012                                         | Вірменія | греко-римська боротьба, до 74 кг | 5      |
| Чемпіонат світу з боротьби серед військовослужбовців 2013 | Вірменія | греко-римська боротьба, до 74 кг | 8      |
| Турнір Дана Колова — Ніколи Петрова 2014                  | Вірменія | греко-римська боротьба, до 75 кг | Бронза |
| Чемпіонат світу з боротьби серед військовослужбовців 2014 | Вірменія | греко-римська боротьба, до 75 кг | Золото |
| Турнір Дана Колова — Ніколи Петрова 2015                  | Вірменія | греко-римська боротьба, до 75 кг | Бронза |
| Турнір Дана Колова — Ніколи Петрова 2016                  | Вірменія | греко-римська боротьба, до 75 кг | Золото |
| Олімпійський кваліфікаційний турнір з боротьби 2016 (Їго) | Вірменія | греко-римська боротьба, до 75 кг | Бронза |
| Гран-прі Парижа з боротьби 2017                           | Вірменія | греко-римська боротьба, до 75 кг | Золото |
| Турнір Г. Картозія і В. Балавадзе 2017                    | Вірменія | греко-римська боротьба, до 75 кг | Золото |
| Кубок Владислава Пітласинські 2018                        | Вірменія | греко-римська боротьба, до 77 кг | Золото |

### Виступи на змаганнях молодших вікових груп
| Змагання                                       | Збірна   | Вагова категорія                 | Місце  |
| ---------------------------------------------- | -------- | -------------------------------- | ------ |
| Чемпіонат Європи з боротьби серед кадетів 2010 | Вірменія | греко-римська боротьба, до 63 кг | Срібло |
| Чемпіонат Європи з боротьби серед юніорів 2012 | Вірменія | греко-римська боротьба, до 74 кг | 7      |
| Чемпіонат світу з боротьби серед юніорів 2012  | Вірменія | греко-римська боротьба, до 74 кг | Бронза |
| Чемпіонат Європи з боротьби серед юніорів 2013 | Вірменія | греко-римська боротьба, до 74 кг | Золото |
| Чемпіонат світу з боротьби серед юніорів 2013  | Вірменія | греко-римська боротьба, до 74 кг | Золото |
| Чемпіонат Європи з боротьби до 23 років 2015   | Вірменія | греко-римська боротьба, до 75 кг | Бронза |